# Arctic Sunrise
Die Arctic Sunrise ist ein seit 1995 von der politischen Non-Profit-Organisation Greenpeace eingesetztes Schiff. Sie ist als Eisbrecher klassifiziert, wurde mit 949 BRZ vermessen und hat eine Tragfähigkeit von 610 Tonnen. Der Heimathafen der Arctic Sunrise ist Amsterdam.
Das Schiff wird von einer zwölfköpfigen Mannschaft betrieben und kann bis zu 100 Personen aufnehmen. Durch den großen Aktionsradius (theoretisch wäre eine Weltumrundung ohne Nachtanken möglich) hat die Arctic Sunrise eine enorme Bedeutung für Greenpeace.

## Geschichte

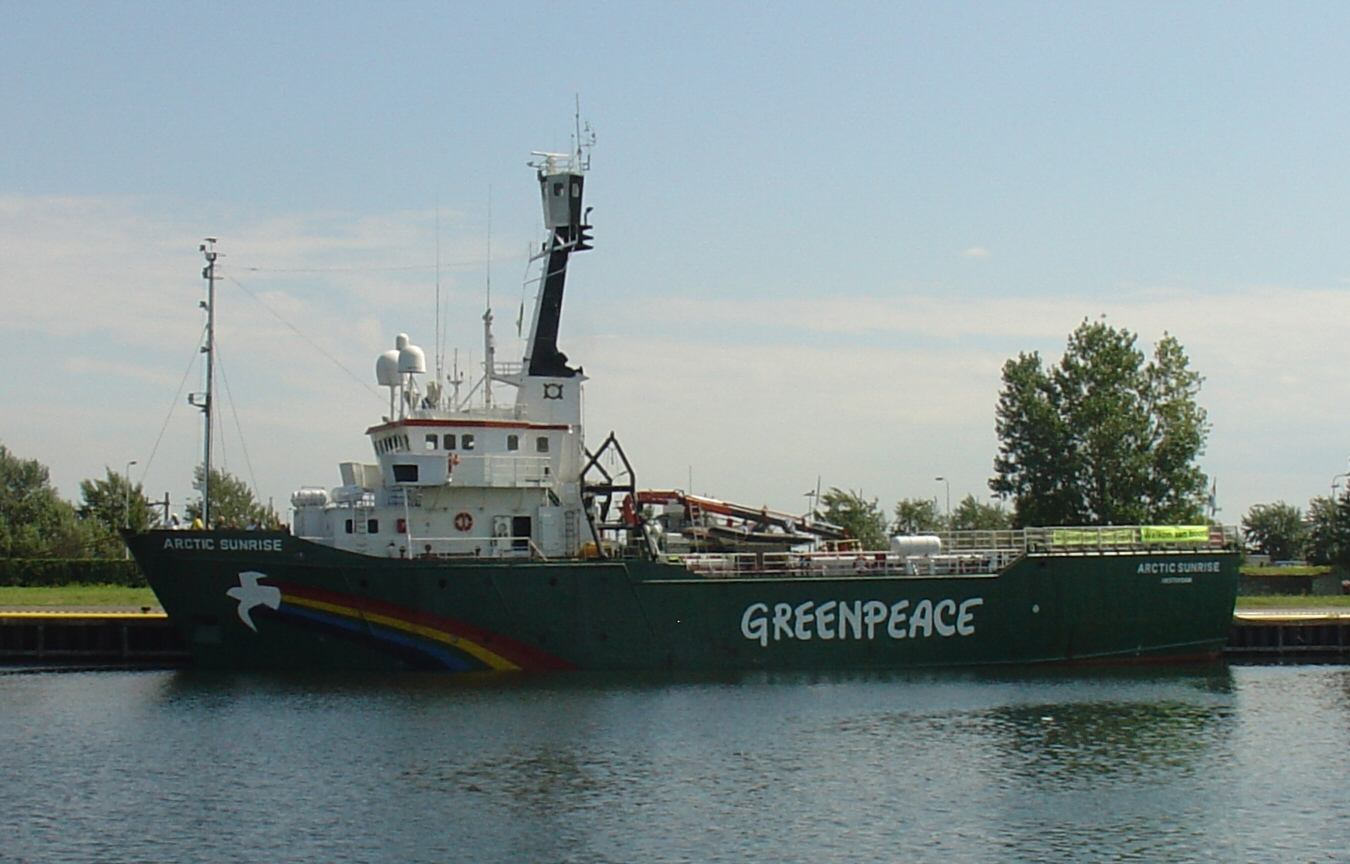
Die Arctic Sunrise

Die Arctic Sunrise wurde im Februar 1974 auf der Vaagen-Verft im norwegischen Kyrksæterøra auf Kiel gelegt und lief im September des gleichen Jahres vom Stapel. Unter dem Namen Polarbjørn (norwegisch: „Polarbär“) wurde sie im Januar 1975 für den Eigner Stichting Gentu in Fahrt gebracht und in der Seehundjagd eingesetzt.
Nach der Übernahme durch Greenpeace wurde das Schiff 1995 in Arctic Sunrise umgetauft. Es wurde 1996 innerhalb von vier Monaten für Greenpeace umgebaut und auf eine Länge von 49,62 Meter erweitert. Im Zuge dieses Umbaus wurde der Funkraum erneuert und ein Vortragsraum eingebaut. Um Schlauchboote schneller zu Wasser lassen zu können, wurden die Kräne ausgetauscht.

### Einsätze und Zwischenfälle
Den ersten Einsatz für Greenpeace bestritt die Arctic Sunrise bei der versuchten Versenkung des Öltanks Brent Spar im Frühjahr 1995.
Am Morgen des 8. Januar 2006 wurde sie während eines Einsatzes im Südpolarmeer bei der Kollision mit dem japanischen Fabrikschiff Nisshin Maru beschädigt.
2012 war das Schiff vor der 531 km langen Küste des Senegal unterwegs, um die Praktiken von Fischereiflotten und Fabrikschiffen zu dokumentieren und gegen Überfischung zu protestieren. An dieser Küste treffen der kühle Kanarenstrom, der warme Äquatorialstrom und kaltes Auftriebswasser aufeinander; sie bietet deshalb Fischen sehr viel Nahrung.

### „Save the Arctic“-Kampagne
Am 19. September 2013 wurde die Arctic Sunrise von bewaffneten russischen Grenzschützern gestürmt. Greenpeace-Aktivisten hatten am Vortag versucht, die Ölplattform Priraslomnaja des russischen Staatskonzerns Gazprom in der Petschorasee zu besetzen. Dabei waren zwei Menschen festgenommen worden. Bewaffnete gaben elf Warnschüsse ab und forderten das Schiff zur Umkehr auf. Bei der Stürmung des Schiffes wurden laut Greenpeace die Besatzungsmitglieder mit Waffen bedroht. Laut einer Twittermeldung eines Besatzungsmitglieds hatten die Bewaffneten sich von einem Hubschrauber des Inlandsgeheimdienstes FSB abgeseilt.
Greenpeace betonte, das Schiff habe sich in internationalen Gewässern befunden. Greenpeace hatte mit der Arctic Sunrise gegen Ölbohrungen in der Region protestiert, da sie Russland vorwirft, das ökologisch sensible Gebiet damit zu gefährden. Die Mannschaft wurde gezwungen, das Schiff zum Hafen Murmansk zu fahren.
Am 24. September 2013 teilte die Hafeninspektion der Nachrichtenagentur Interfax mit, das Schiff liege nahe dem Dorf Belokamenka vor Anker.
Russische und ausländische Umweltschützer werfen Gazprom und anderen Energieriesen seit langem vor, ökologische Risiken bei der Suche nach neuen Förderquellen (Exploration) zu ignorieren.
Am 22. November 2013 ordnete der Internationale Seegerichtshof auf Antrag der Niederlande die Freilassung aller Aktivisten gegen Kaution an. Russland hatte am Verfahren nicht teilgenommen, da es bei der Ratifikation des Seerechtsübereinkommens am 12. März 1997 den Vorbehalt angebracht hat, den Gerichtshof unter anderem bei Angelegenheiten des Justizvollzugs nicht anzuerkennen.
Die Mehrheit der Greenpeace-Aktivisten wurden jedoch gegen eine Kaution von je 45.000 Euro aus der Untersuchungshaft freigelassen, darunter auch Peter Willcox, der Kapitän des Schiffs. Insgesamt sind 24 von 30 Besatzungsmitgliedern freigelassen worden.
Ende Juli 2014 konnte die Arctic Sunrise die russischen Hoheitsgewässer wieder verlassen.
Ein internationales Schiedsgericht in Den Haag sprach Greenpeace im August 2015 Schadenersatz zu. Russland hatte das Schiedsgerichtsverfahren jedoch schon vorher abgelehnt.

### Kampagne gegen Ölbohrungen bei den Kanarischen Inseln
Am 19. November 2014 wurde die Arctic Sunrise von der spanischen Marine konfisziert. Nach Angaben von Greenpeace fordert Spanien für die Freigabe des Schiffes eine Kaution in Höhe von 50.000 Euro.

## Maschinenanlage und Antrieb
Die Arctic Sunrise wird von einem 9-Zylinder-Viertakt-Dieselmotor des Typs MaK 9M452AK mit einer indizierten Leistung von 2.495 PSi (entspricht etwa 1619 kW) angetrieben, der über Getriebe und Wellenanlage auf einen Verstellpropeller wirkt. Das Schiff erreicht damit eine Geschwindigkeit von 13 kn. Vorn und achtern ist je eine Querstrahlsteueranlage mit je 400 PS eingebaut. Die Stromversorgung erfolgt über zwei Dieselgeneratoren des Typs Deutz 6BF6M1013 mit einer Scheinleistung von jeweils 175 kVA.